# Язикова артерія
Язикова артерія (лат. a. lingualis) — кровоносна судина, що відходить від зовнішньої сонної артеріі на рівні великих рогів під'язикової кістки.

## Топографія
З ділянки великих рогів під'язикової кістки, язикова артерія йде вниз та вперед, утворюючи петлю, яку перетинає під'язиковий нерв. Далі артерія прямує вперед у горизонтальній площині під двочеревцевим та шилопід'язиковим м'язами і проходить в ділянці язикового трикутника (трикутник Пирогова) під під'язиково-язиковим м'язом (лат. m. hyoglossus). Після цього язикова артерія прямує вертикально до язика, де утворює глибоку язикову артерію (лат. a. profunda linguae), що в свою чергу розгалужується на дорзальні гілочки (лат. rr. dorsales linguae).

## Світлини

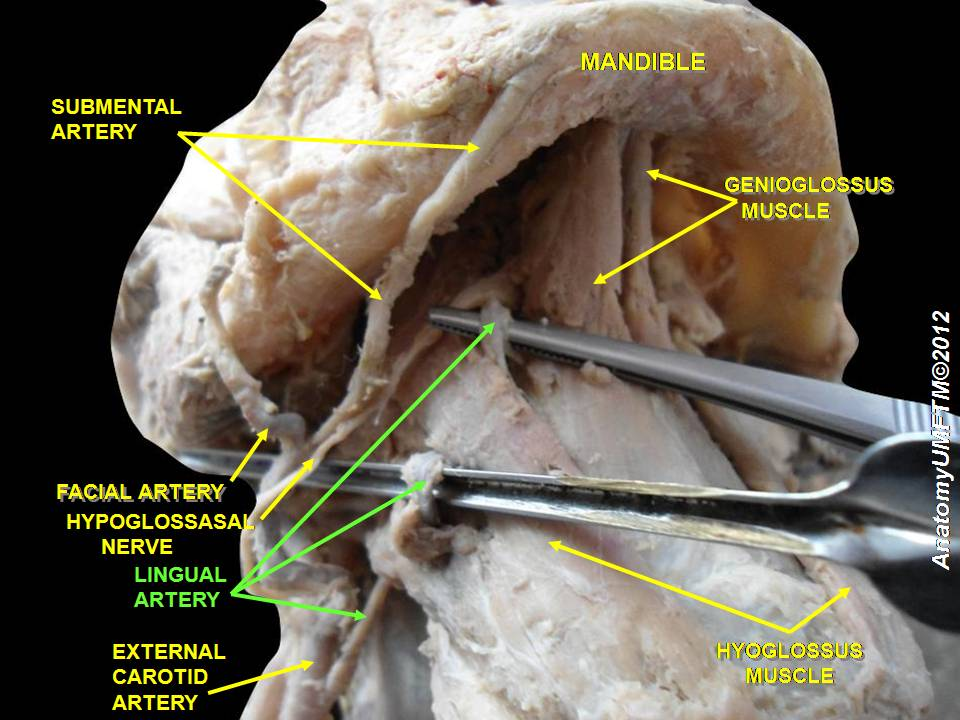
Язикова артерія
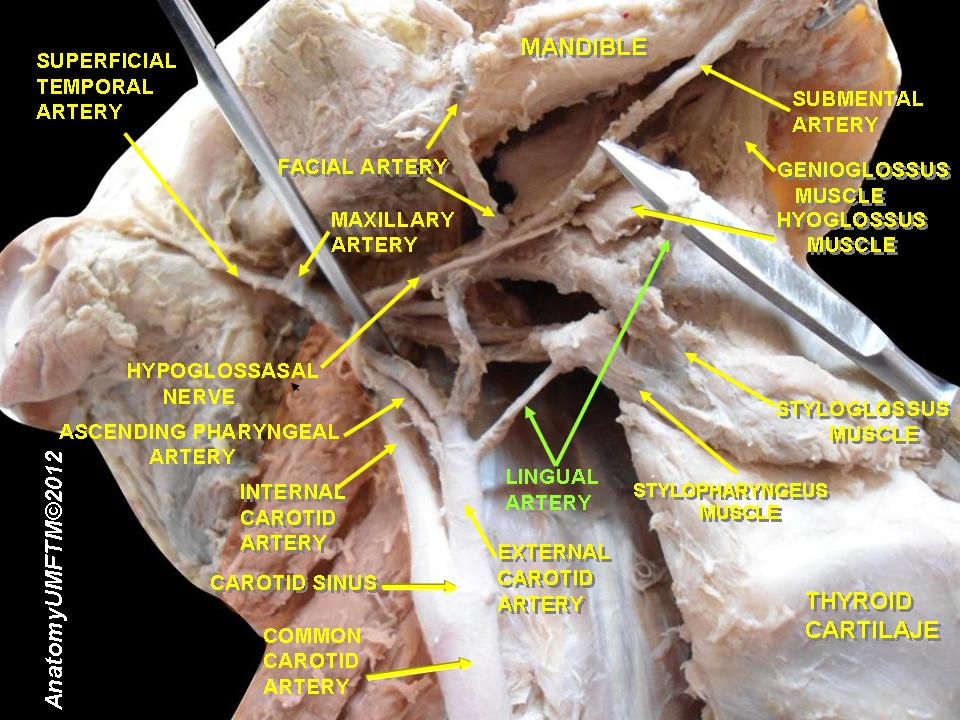
Язикова артерія

## Зовнішні посилання
- Шаблон:SUNYRadiology
- Шаблон:SUNYAnatomyLabs
- Гілки в архіві Університету Оклахоми